# 比利亚罗
比利亚罗（西班牙語：Villaro）是西班牙巴斯克自治区比斯开省的一个市镇。总面积9平方公里，总人口1031人（2001年），人口密度115人/平方公里。